# Alexander Diess
Alexander Diess (* 8. September 1971 in Aurolzmünster) ist ein ehemaliger österreichischer Skispringer und heutiger Skisprungtrainer.

## Werdegang
Diess gab am 4. Januar 1992 in Innsbruck sein Debüt im Skisprung-Weltcup. Zur Saison 1992/93 startete er erstmals fest im Skisprung-Continental-Cup und wurde nach guten Leistungen dort im Januar 1993 erneut für Weltcup-Springen nominiert. Dabei konnte er beim Skifliegen am Kulm mit dem 14. Platz seine einzigen zwei Weltcup-Punkte in seiner Karriere gewinnen. Mit diesen Punkten belegte er am Ende der Saison 1992/93 den 54. Platz in der Weltcup-Gesamtwertung sowie den 16. Platz in der Skiflug-Weltcup-Gesamtwertung. Nach der Saison 1993/94, in der er im Continental Cup noch einmal 13 Punkte gewinnen konnte, beendete Diess seine aktive Skisprungkarriere.
Nach seiner aktiven Skisprungkarriere studierte er Sportwissenschaften und Psychologie auf Lehramt und absolvierte die Staatliche Trainerausbildung. Von 1997 bis 1998 war er Co-Trainer für das Skispringen im Landesverband Oberösterreich. Von 1998 bis 1999 war er Trainer des Selektionskader im ÖSV. Zwischen 1999 und 2004 betreute er als Trainer die Trainingsgruppe II im ÖSV, bevor er von 2004 bis 2006 den Cheftrainer-Posten übernahm. 2006 wurde er Skisprungtrainer beim Nationalkader für die Nordische Kombination. Derzeit ist er Co-Trainer des ÖSV Nationalteams.
2012 vertrat er den Cheftrainer Alexander Pointner bei der Skiflug-WM in Vikersund (Norwegen), und konnte dort einen seiner größten Erfolge verbuchen. Er führte die Mannschaft zu WM-Gold. Seine Freude über diesen Erfolg drückte er aus, indem er spontan auf dem Hosenboden über den Schanzentisch rutschte.
Diess lebt heute in Hallein, ist verheiratet und hat 2 Töchter.

## Erfolge

### Weltcup-Platzierungen
| Saison  | Platz | Punkte |
| ------- | ----- | ------ |
| 1992/93 | 54.   | 02     |